# 実況パワフルプロ野球2012
『実況パワフルプロ野球2012』（じっきょうパワフルプロやきゅう2012 JIKKYOU PAWAFURU PUROYAKYU 2012）はコナミデジタルエンタテインメントより2012年7月19日に発売されたコンピュータゲームソフト。日本プロ野球を題材にした『実況パワフルプロ野球』シリーズの2012年版。略称は『パワプロ2012』。対応プラットフォームは2011年版はPlayStation 3（PS3）とPlayStation Portable（PSP）のダブルプラットフォームだったが、本作はシリーズ初のPlayStation Vita（PS Vita）版も同時発売され、トリプルプラットフォームとなる。
パッケージイラストはパワプロ君がバットをホームラン予告のように掲げているもの。
本頁では「実況パワフルプロ野球2012決定版」についても併せて記載する。

## システム
前作にあったペナント、パワファーム、サクサクセス、マイライフモードも搭載される。パワファームでは前作『パワプロ2011（決定版含む）』で育成した選手を登録することも可能になった。
新要素として、PS3版とPS Vita版には通信機能を利用した「パワスタ」モードが搭載されている。これは過去のパワプロ作品（決定版はパワプロクンポケットシリーズとマイライフモードの奥居含む）の「サクセス」モードに登場したキャラクターのカード12枚でチームを組み、全国のサービス利用者と対戦を行う、課金要素は無い無料オンラインカードゲームであった（現在はサービス終了のためプレイ不可）。
各ポジションごとの守備力の数値化と、それに伴う特殊能力『サブポジ』の廃止、ストレートが通常と全力の二種の採用、変化球『サークルチェンジ』がフォーク系変化球からシンカー系変化球（左右共用）に変更など（弾道・変化球以外の能力値そのものが大幅変更された前作ほどではないが）選手パラメータのシステムに比較的大きな変更が施されている。
また本作からオリジナル変化球にエフェクトが搭載され、ライジングシリーズ、マリンボール、クレッセントムーンの投球が派手なものとなり、以降の作品でも使われている。
打撃システムの変化
前作『パワプロ2011』では打撃時にキャッチャーミットやリリースポイントが表示されず、投手の手元から放たれる球の回転や方向を見極めてミートカーソルをあわせなければならなかったが、その分ボールとポイントが多少ずれても強い打球が打ちやすかった。
しかし本作ではリリースカーソルだけでなく、変化球の予測変化量も打撃の瞬間まで表示されるようになり、バットにボールを当てる、という点で非常に容易になった。
ただし、ミートポイントやタイミングがわずかにずれているだけでも打球の威力が落ちやすい為（「強振」の時には特に顕著）、凡打が非常に出やすくなった。そのため「内角球は引っ張り、外角球は流し」という打ち分けも重要な要素となっている。
守備システムの変化
様々な「強制捕球動作」が加えられており、モーションのリアリティが高められている反面、全体的に守備動作が鈍くなっている。そのため、野手の初動を早めるパラメータの「守備」や特殊能力「守備職人」の重要度が過去作以上に高い。
マイライフの主な変更点
パラメータ「性格」の追加
プレイ中の余暇の過ごし方によって主人公の「性格」が変化する。それによって特殊能力の取得しやすさが変化する他、彼女候補らNPCとの友好度の上がりやすさにも差が出る。本作のみの設定であり次回作のパワプロ2013以降は存在しない。
「ミッション」の追加
契約更改時、オーナーから翌年に達成すべき様々な「ミッション」が示され、達成すると年俸が加算される。その内容は「レギュラー奪取」のような野球に関わるものから「ゴルフコースのラウンドデビュー」といった趣味に関わるものまで多彩なものが用意されている。
その他の変更点
- 35歳以降は「コーチ兼任」が可能になる。
- 本作ではレギュラーキャラ「奥居」（当時はまだ下の名前の設定がなかった）に多くのイベントが用意されており、様々な趣味の練習相手を務めたり、彼の妹「亜美」を紹介されたり、プレイヤーが別れた彼女と彼との仲を取り持って結婚させたりと、過去作以上に重要な役回りを担っている。

サクセス
サクセスモードは通常のサクセスモードとして大学野球編（後述）が用意されているほか、短時間で選手を作成できる「サクサクセス」モード、作成したチームで選手を組む「パワファーム」モードがある。
『2011』からの主な変更点
サクサクセス
ゲームオーバー時に選手のプロフィールを引き継いで再挑戦が出来るようになったり、一部キャラが登場する際に表示されるアニメーションをスキップできるようになったりと、繰り返しプレイする際の快適性が高められている。
低確率で様々な「ボーナスステージ」が発生したり、各球団監督や「野球マン」が新たなお助けキャラとして登場するなど、選手育成のランダム性が更に大きくなった。
パワファーム
前作ではファームへの選手登録が選手作成後に自動で行われていたが、本作ではどの選手をどのタイミングで登録するか（或いは抹消するか）をプレイヤーが完全に任意で行えるようになった。更に自ら作成した選手に限らず、パスワード等で入手しただけの選手も登録できるようになった。「大学野球」「サクサクセス」に登場するオリジナル選手はファームの登録選手に限定される為、上記の変更により「どの選手を継承選手にするか」をある程度自由に選べるようになった。

## 実況パワフルプロ野球2012決定版
2012年12月13日には、2012年度のペナントレース終了時の選手データを反映した『実況パワフルプロ野球2012決定版』が発売された。このほか決定版には限定ユニフォームやグレート・セントラル、オリックス・バファローズ#限定ユニフォーム、ライオンズ・クラシックで復刻されたレジェンドユニフォームの収録、応援曲作成機能の復活、データの継承機能なども搭載される。PS3版およびPS Vita版は通常のパッケージ版の他に、『パワプロ2012』所持者向けのアップグレードパックがPlayStation Storeにて各2,500円で配信された。
サクセスでは『パワプロ2009』以来である、ワールド・ベースボール・クラシックをモチーフとした、日本代表監督として世界一を目指したシナリオ「パワフルナイン」が追加された。
パッケージなどに使用されるイメージイラストは優勝をモチーフにしており、花火が上がる中でホームインするパワプロ君をチームメイト達が出迎える様子が描かれており、バックビジョンには「優勝おめでとう!!」と書かれている。
2013以降発売されず、アップデートで追加される事から、今作の決定版は事実上の最終作となる。

## サクセスモード
オリジナルの選手を作成・育成するシリーズ恒例のサクセスモード。『2012』では「かがやく未来へ!大学野球編」「サクサクセス」のみ選択可能で、決定版のみで新たなシナリオ「パワフルナイン」を選択できる。

### 「かがやく未来へ!大学野球編」
ナンバリング作品では『11』以来の大学野球編であり、「パワフル大学」「満通万教育大学」「西強大学」の3種類のシナリオを収録。
プレイ期間は大学三年4月から最長で大学四年10月末までの19ヶ月（76ターン）となる。前作『2011』よりも半年ほど育成期間が伸びており、また各大学の専用コマンドもターン経過なしに実行できるようになった。
大学編ということで所持金の概念があり、友人たちとの遊興やデート、アイテムの購入等に用いるお金を、バイトや奨学金や親元からの仕送りからまかなうことになる。
時間軸としては前作に引き続いて猪狩・早川ら「第一世代」が舞台となり、特に『9』以前の作品におけるキャラが多く登場している。また、彼女キャラが毎回新規キャラばかりの「パワプロ」には珍しく、その候補3人全員が過去作からの再登場組となっているのも初めてのことである。
またシリーズとしては珍しく、お色気イベント（いわゆる「弾道イベント」）が存在しない。
投手の「肩力」に関する変更点
本作以降、投手を育成する際「球速」を上げれば自動的に「肩力」も連動して上がるようになった。これにより、過去のシリーズでしばしば見られた「Max160kmの豪腕投手なのに肩力は初期値のDかE（Dは標準、Eはそれ以下）」という不自然な状態が発生しないようになっている。
各編における特徴
パワフル大学
お馴染みの大学。野球のレベルはソコソコ。野球部以外に所属を義務付けられた「サークル」によって、様々な育成ボーナスを得られるシナリオ。
満通万教育大学
謎のヒーロー「野球マン」が活躍する少々異色のシナリオ。部員同士のマンツーマン指導コマンドによって、一般部員を大きく成長させる事が可能。また、対外試合の勝利やコーディネイターへの依頼（有料）で部員を集める事もできる。
西強大学
『パワプロ11』の対戦校。日本中に名を轟かせる全国最強レベルの大学。貴重な蔵書館を有しており、その「ライブラリ」を有料で閲覧する事で特殊能力を取得することが出来る。
- その他対戦校としては、御馴染み「あかつき大学」「帝王大学」「近代学院大学」『パワプロ6』から「するめ大学」『パワポタ4』から「海東学院大学」、新規では弱小の「駅前大学」や中堅の「モバイル通信」大学、躍進目覚しい「関明大学」に、全選手がアメリカ人という大学4年時最後の対戦相手「USワールド大学」が登場する。

なお、スカウトの評価次第では二年目8月第1週から第4週まで日本大学選抜イベントが起こり、その一か月の間は猪狩・早川・山口・滝本・久方・中之島らとチームメイトとなってアメリカ大学選抜と親善試合を行う事が出来る。

#### 登場キャラクター
年齢は一年目の4月第1週時点。
主人公
一回戦敗退ながらも甲子園出場経験があり、推薦で各大学野球部に迎えられた選手。20歳。猪狩とのライバル設定があるのはパワフル大のみ。
矢部明雄
主人公の親友である外野手。チャンスに弱いが、抜群の俊足を誇る。20歳。『パワプロ11』『パワプロ13決』では日本代表の一員だが、本作では選外である。
そのため、決定版でのサクセスタイトルでは矢部は外されているが、決定版の公式サイトの矢部ったーのグラフィックではTwitterバードの帽子と日本代表のユニフォームを着ている。

##### パワフル大学編
- 松倉・香本・駒坂は『パワプロ5』の「パワフル高」の生徒。加山監督は『パワプロ6』の「パワフル大」でも野球部監督。

猪狩 守
お馴染みのライバル。あかつき大のエースで大学ナンバーワン投手と呼ばれ、3年にして既に日本大学選抜に選出されている。パワフル大学編では主人公と高校時代に因縁があり、彼と力を合わせる事がUSワールド大に対抗する唯一の手段と決意、4年生の10月にあかつき大を退学し、山篭りを経てパワフル大に編入する事となった（ちなみにこの時あかつき大学に敗北すると、猪狩はあかつきの退学を撤回する羽目になっている）。
この場合での決勝の試合では中継ぎ適性が搭載されておらず、投手育成時、マニュアル采配で投手を猪狩に変えようとすると「適性しないポジションでの起用」の確認画面が現れる。
『パワプロ2011』と比べると本作では多少落ち着いた性格となっている。『パワプロ10』『パワプロ2010』では練習場で編み出された「ライジングキャノン」だが、本作では一ヶ月近い山篭りの際に習得している。20歳。弟の進は登場しない。
松倉 宗光（まつくら むねみつ）
1年後輩の投手。香本とは中学からの付き合い。バランスのとれた能力を持つ。高校の時に先輩（後にするめ大学に進学した鮫島）からの命令で外野から投手に転向したらしい。周りにノセられ易いお調子者だが、野球理論にも熱心であり、野球に対する姿勢は真摯である。19歳。
香本 富久雄（こうもと ふくお）
1年後輩の捕手。松倉とは中学からの付き合い。巨漢で、高いパワーと強肩を持つ。食べることが何よりも大好き。のんびりとした性格だが、将来設計は堅実に行っている。本気になると目を開眼する。19歳。
駒坂 駿（こまさか しゅん）
2年後輩の新入生。パワプロ5では髪型が見えずほとんどザコプロと変わらない外見だった。坊主頭で「ツルっとした感じ」と主人公は言うが、父親は元プロ野球選手で、母親も世界的な元アスリート。ストイックな性格。俊足巧打堅守のショートで、チーム内でも飛びぬけた技術を持つが、少々非力。また守備範囲が広く、メインのショートの他、セカンドとサードをメイン並に守れる。18歳。
加山 良次（かやまりょうじ）
パワフル大学の野球部監督。あかつき大学のOBで元プロ野球選手。指導はしっかりしているが、常にやる気のない態度を取る。パワプロ6では口に楊枝を咥えていたが本作では咥えていない。
エミリ＝池田＝クリスティン
パワフル大学の新入生マネージャー。彼女候補の一人。本来は高校生の年齢だが、飛び級で留学してきたらしい。既成概念に囚われない自由な発想の持ち主。日本通であり、炉端焼きの店でバイトをしている。『パワプロ10』では海外留学時に出会えた少女。

##### 満通万教育大学編
早川あおい
お馴染みの女性選手。高校時代は予選敗退に終わっており、プロ入りも兼ねて体育教師の道を歩むべく教育大に進んだ。甲子園出場規定改正運動の経緯（詳細は実況パワフルプロ野球9のサクセスモードの項目を参照）から「大学野球界のヒロイン」として高い知名度を持つ。反面、心無い妬心にさらされる事も。勝気で負けず嫌いだが若干ナイーヴな所がある。
本作では着任した気合監督によりマネージャーになってしまうが、親友はるかとの特訓によりオリジナルシンカー「マリンボール」を習得。野球マン1号として監督らの横暴に立ち向かうこととなった。20歳。
七瀬 はるか（ななせ はるか）
満通万教育大学のマネージャー。あおいの中学以来の親友で、『パワプロ9』以降度々スポット出演を続けていた。
今作では彼女候補に返り咲き、また本編でもあおいの為に様々な活躍を見せている。良家のお嬢様だがパワドリンク工場でバイトをしている。夢は美術教師。20歳。
気合 充実（きあい みつみ）
満通万教育大学の新監督。ある理由で女性のスポーツ選手に因縁があり、その逆恨みから早川をマネージャーにさせてしまう。練習に関しては不真面目さが目立つが主人公に悪いサクセス能力を直す時は厳しい面を見せる。「ヒャーハハハ」と笑い、長髪とパンクなメイクが特徴だが、素顔は素朴。
国富戸 抜斗（くにふと ばつと）
気合の用意したコーチの一人。日本人だが、数日間アメリカにステイしただけで外人のような色黒顔やカタカナ喋り口調をした巨漢。
手紅 西久（てこう にさ）
気合の用意したコーチの一人。陸上競技出身で、スピードとテクニックが信条らしい。「ござる」が口癖だが、本職はサラリーマンで、電話に出ていると「ござる」を使わない。
飛騨 里内（ひだ さとなか）
気合の用意したコーチの一人。プロレスラーのようなマスクをしている。根性論タイプに見えるがデータ重視な所もある。
白髭 雄大（しろひげ たけひろ）
満通万教育大学の学長にして野球部の元監督。近年様々な学園に登場している校長キャラ。前作と名前が異なるが名前は公式ガイドブックに乗っている。
子根川 茂（こねがわ しげる）
満通万教育大の学生。金儲けに関して卓越した才覚を持つ青年。外見は顔が設定されたモブ男性。
作中では有能な人材コーディネイターとして、人数に応じて有料で野球部に協力してくれる。年齢は終盤で判明するが、主人公たちより年下の19歳。
橘 みずき（たちばな みずき）
聖タチバナ学園の女性投手。『パワプロ10』〜『パワプロ14』『パワプロ2011』に登場。早川のファンであり、彼女を助けるため七瀬の依頼により野球マン2号となる。16歳。
六道 聖（ろくどう ひじり）
『パワプロ13』〜『パワプロ15』に登場した聖タチバナ学園の女性捕手。橘に付き合い、野球マン3号となる。15歳。

##### 西強大学編
- 『パワプロ'98』のライバル選手から滝本（青龍高）と久方（橘商業）が再登場。

滝本 太郎（たきもと たろう）
西強大学では1年から4番を打つスラッガー。一塁手。巧打力も長打力もスポーツマンとしての心構えも超一流。高校時代は甲子園でスター選手だったが、神社の裏で久方と1打席勝負をした際に敗れ、彼に強いライバル心を持つようになった。20歳。
久方 怜（ひさかた れい）
西強大学のエース。150キロの速球、抜群の制球に速い変化球を持つ超一流の投手。理論的なトレーニングを旨とする。かつては各地の有名選手をリストアップし、非公式の一対一の勝負で打ち破ってまわる事を趣味としていた。高校時代は無名に近かったが、現在は将来のスター候補として女性からも大人気。20歳。
城山 剣一（しろやま けんいち）
西強大学の投手。自他共に認めるノーコンで、150キロを超える豪速球を持つ。打者としてもいいバッティングを見せる。ハムスター愛好家で、ペットの「ハムの助」が回す滑車をヒントに打者のミートポイントを微妙にずらすワンシームが武器で久方からも一目置かれている。一見強面だが、20歳。
『パワプロ2010』の阿畑のランダムイベント同様突拍子もない練習に付き合わされることもある。
堺 住吉（さかい すみよし）
西強大学の正捕手。サブポジションはセカンド。メンバー唯一関西弁で喋る。一流のリードを誇り、捕手でありながらかなりの俊足。ツボマッサージに何故かこだわりを見せる。姓・名ともに大阪の地名。20歳。
八木 優（やぎ すぐる）
西強大学の監督。数年前にプロ野球界から招へいされた名監督。『パワプロ10』ではやんきーずの監督、『パワプロ11』では全日本選抜チームの監督を務めており本作は大学日本選抜チームの監督も務める。やんきーず同様厳しい面が多く、恋の病の主人公の冗談に千本ノックをさせたり、大会敗退後には厳しい練習を設定したり、合宿中には楽しいところへ誘いつつもハードな個人特訓などの本気を見せる。アメリカ選抜のあおいに水着を着せようとする茶目っ気な所もある。
御手洗 京助（みたらい きょうすけ）
西強大学のマネージャー。選手としても実力はあるが頭脳明晰を買われマネージャーとなった。西強大学の軍師と呼ばれていて、主人公にライブラリの事や勉強などを教えてくれる。

##### その他
中之島 幸宏（なかのしま ゆきひろ）
関明大学の主力打者。ドラフト上位候補。走攻守三拍子揃った遊撃手で、特にミートと走力がずば抜けている。元ネタは中島裕之と思われる。20歳。
秋の大会で2度も西強大学に敗れると心底悔しがる。
『2013』ではプライドが高い性格となっている。
『2020』では我間財団U-22の選手として登場。ユニフォームは関明大学の物となっている。
阿畑 やすし
お馴染みのナックルボーラー。主人公の1学年上で、近代学院大学のエース。そよ風高校出身。九十九とは中学以来のチームメイト。本作のアバタボールは19号。最初の秋の大会後、ドラフトで下位ながらプロ入りを果たす。自称「変化球の魔術師」。投手育成時にはオリジナル変化球の習得に協力してくれる。今回は野手でも指導してくれるようになった。21歳。
九十九 宇宙（つくも そら）
あかつき大附属高校「黄金世代」の一人で、近代学院大学のクリーンナップ。ポジションは外野手。阿畑の親友。『パワプロ9』以来の登場。『パワプロ11』ではプロ入りせずに居酒屋の店長となっている。21歳。
渋谷 秀喜（しぶや ひでき）
凄まじいパワーと威圧感を誇る海東学院大学の4番打者。性格は至って純朴な好人物。「シブヒデ」とも呼ばれている。パワポタ4で初登場。20歳。
山口 賢（やまぐち けん）
お馴染みのフォークボーラー。第一世代の高校・大学編でライバルとして登場を重ね、『パワプロ12』で遂にチームメイト化を果たした準レギュラー。弱小の帝王大学を強豪の域にまで高めた殊勲者であり、帝王大こそが大学野球最強であると自負している。帽子の下から覗く鋭い眼光が特徴。物腰爽やかな好青年という素顔は本作では見ることが出来ない。20歳。
アルヴィン＝ロックハート
アメリカ大学選選抜のキャプテンでエース。オリジナル変化球のミラージュナックルが決め球。打法はバスターで構える。スポーツマンらしい好青年。対戦相手に全力を奮起させる為なら敢えて挑発的な言動を取る事も。パワメジャ2、2009でも登場。20歳。
マキシマム＝池田＝クリスティン
エミーの兄。USワールド大学の4番で一塁手。アメリカ時代に今すぐプロ入りしてもクリーンナップを打てると言われたほどの強打者。プライドが高く、チームプレイに無関心。
妹が言うには寿司が大好きな親日派のはずだが、現在は日本の野球を見下す態度を露にしている。その理由はパワフル大学の最終戦で勝利すると明かされる（他の大学では勝利しても明かされない）。20歳。
後の作品ではパワー重視な所はそのままだが、気さくな性格となっている。他の日本食の好物はうどんらしい。
麻生（あそう）
あかつき大学の二番手。パワフル大学編でのみ登場。猪狩に勝るとも劣らない実力の右腕投手。本編では『パワプロ'97』以来の登場となる。
するめ大学
あかつき大学と同じ地区にある、個性的な選手が揃う大学。選手全員（但しDH用の補欠（サダメテン:藤森）込みで10人）に固定の能力と試合用グラフィックが用意されている。パワフル大学編のみで練習試合をすることになる。『パワプロ6』以来の登場。
田中 まさる
するめ大学の監督でファースト（サダメスリー）。御年85歳。腰の痛みに悩んでいた。当初主人公からは選手ではなくチームの監督と思われていた。
鮫島 粂太郎
するめ大学の三塁手（サダメファイブ）。強打を誇る。強面であることを少々気にしている。『パワプロ5』では「パワフル高」の一年先輩として登場。松倉に投手転換を勧めた。
乙女
するめ大学の唯一無二のエース（サダメワン）。155キロの豪速球と3つの変化球が武器。オネエ口調の男性。『パワプロ6』以来の登場。田中まさるを「まさるさん」と呼んでいた。

姫野カレン（ひめの かれん）
『パワプロ7』以降多くの作品に登場し続けている彼女キャラ。本作では意図的に交際する事が出来ず「彼女」にもならないが、「デート」イベントは用意されている。特殊能力「威圧感」を獲得するには避けて通れない相手。出会いイベントの乙女の相談では口調がおかしくなっていた。
川星ほむら（かわほし ほむら）
『パワポタ3』から再登場した彼女候補。「〜ッス」という口調が特徴。野球ファンを通り越して野球マニア。現在は実家のバッティングセンターを手伝っている。
- この他、ダイジョーブ博士に理香・京子の加藤姉妹、影山スカウトやマスコット犬のガンダーは特記事項こそないが本作でも健在である。また西強大編では猛田（『パワプロ13〜15』）が、パワフル大編では友沢（『パワプロ10』〜）・東條（『パワプロ13〜15』）がランダムで登場することもある。

### パワフルナイン
『パワプロ14(Wii)決定版』『パワプロ2009』のサクセスシナリオ「ドリームJAPAN ～世界の頂点へ～」から再登場した、ワールド・ベースボール・クラシックをモチーフとしたシナリオ。
今作の仕様がパワプロ2009の「ドリームJAPAN」と異なり、育成仕様・試合仕様が大幅に変更された。また、実在のプロ野球12球団の日本人選手と3人のオリジナル新規選手の他、パワフルナインをクリアするたび、実在選手1人の代わり各モードから育成したキャラが1人選抜可能（サクセス固有キャラと選手登録時に外国人として登録した選手は使用不可）。

## 主題歌
「Chance!」 作詞：上田和寛作曲：渡邊紀如　編曲：渡邊紀如、白山貴史
- 出場選手
- ロッテ　唐川侑己
- 楽天　田中将大
- オリックス　T-岡田
- 西武　涌井秀章
- 日本ハム　斎藤佑樹
- ソフトバンク　本多雄一
- 横浜　石川雄洋
- 広島　前田健太
- 阪神　鳥谷敬
- 読売　坂本勇人
- ヤクルト　由規
- 中日　浅尾拓也